# 角舘商会
角舘商会（かくだてしょうかい）は、北海道名寄市にあった駅弁製造・販売業者で、宗谷本線名寄駅構内の売店や特急列車内で販売し、鉄道ファンの間では「最北の駅弁屋」として知られていた。
北海道旅客鉄道（JR北海道）によると、宗谷本線では稚内駅でも駅弁を販売しているが、通年にわたり製造・販売している駅弁業者としては角舘商会が日本国内最北であった。北海道産の食材を使用した駅弁を多種製造販売し、「ニシンカズノコ弁当」や「蝦夷っこちらし寿し」などの人気商品を生み出した。幻の魚として知られているイトウを食材とした駅弁を商品化するなど、話題を数々提供してきた。
しかし、角舘社長と共に駅弁の調整に携わってきた社長の妻が重病を患い、体調が思わしくなく社長自身が看病に専念すること、また後継者もいなかった事から創業100年目の年にあたる2009年（平成21年）6月30日に廃業した。

## 駅弁の種類

### 廃業時まであった駅弁
- ニシンカズノコ弁当 - 860円。1989年（平成元年）6月に発売が開始され、2004年（平成16年）に京王百貨店新宿店で開催された「元祖有名駅弁と全国うまいもの大会」では売上げがトップ10に入るほど人気があった駅弁。特急「スーパー宗谷」でも車内販売されていた[5]。

- 蝦夷っ子ちらし寿し - 1050円。1992年（平成4年）3月発売開始。イクラと数の子、シシャモの卵のちらし寿司であった。特急「スーパー宗谷」でも車内販売されていた[6]。

- 北の味きのこごはん - 800円。1970年（昭和45年）7月に発売開始され、40年近く販売された。シメジを鶏ガラスープで炊き込んだご飯に帆立貝とエビをのせた駅弁[7]。

- カキ帆立弁当 - 940円。2003年（平成15年）の名寄駅開業100周年記念として企画販売された駅弁で、同年9月30日で販売を終了する予定であったが、人気商品となり販売を継続した[8]。

- みそ豚丼 - 780円。2004年9月20日発売開始。筍入りの味噌味の豚丼[9]。

- たこ寿し - 780円。1990年（平成2年）5月発売開始。五目鮨のご飯に錦糸卵と薄切りにしたタコをのせた駅弁[10]。

- 薬膳弁当 - 840円。独立行政法人医薬基盤研究所薬用植物資源研究センターと共同開発した、薬膳を企図した駅弁[11]。
  - 2007年版 - 2007年（平成19年）8月10日限定発売開始[11]。
  - 2008年版 - 2008年（平成20年）7月5日に食材が在庫切れするまでの限定発売を開始し、同年度版は2009年2月28日に完売[11]。

### 廃業以前に販売されたことがある駅弁
- チョウザメキャビア弁当 - 840円。2004年4月10日「駅弁の日」に限定販売し、美深町で養殖しているチョウザメを食材とした駅弁[12]。

- 牛タン弁当 - 750円。1993年（平成5年）5月11日発売開始。薫製の牛タンを食材とした駅弁。狂牛病問題による材料不足により販売停止となった[13]。

- 幻のいとう燻弁当 - 朱鞠内湖産のイトウの薫製を食材とした駅弁で、2002年（平成14年）9月20日に発売を開始するが、イトウの水揚げ量が極少数であったため、3か月間で1日5個の限定販売[14]。

- スーパー宗谷記念弁当 - 詳細不明[15]。

- いか寿し - 750円。4月10日の「駅弁の日」に再発売された駅弁で、昭和60年代に販売していた「いか寿し弁当」をマイナーチェンジした復活版[16]。ちなみに、昭和60年代当時に販売していたいか寿司は、いか寿司（あぶっていない）・かんぴょう巻き・漬物2種の構成だった。1987年2月当時の売価は600円。再発売版での掛け紙のイカのイラストは、当時のものが流用されている[17]。

- トマト物語エミュー編 - 1050円。2007年にJR北海道創立20周年を記念して企画された駅弁で、予約販売された。食材はトマトジュースとエミュー肉で、いずれも下川町産[18]。

- ミニ南瓜弁当（ミニかぼちゃ弁当）- 700円。ミニかぼちゃと豚肉を食材とした駅弁で、木製フォーク付き。2008年2月28日販売終了[19]。

## 歴史
（本節の参考文献〔特記以外〕-  角舘商会の歴史「創業」および「沿革」 2009年11月19日閲覧。）

### 歴代の代表者
- 初代 - 角舘祥二郎：1910年（明治43年）6月 - 1945年（昭和20年）
- 2代目 - 角舘俊郎：1945年（昭和20年）- 1968年（昭和43年）4月
- 3代目 - 角舘祥子：1968年（昭和43年）4月 - 1977年（昭和52年）7月
- 4代目 - 角舘征夫：1977年（昭和52年）7月 - 2009年（平成21年）6月30日

### 沿革
- 1910年（明治43年）6月 - 角舘祥二郎が創業し、名寄駅構内で営業を開始。
- 1945年（昭和20年）- 創業者・祥二郎逝去。俊郎が2代目となる。
- 1961年（昭和36年）- 法人組織化。
- 1968年（昭和43年）4月 - 2代目・俊郎逝去。俊郎の妻・祥子が3代目となる。
- 1977年（昭和52年）7月 - 征夫が4代目となり、能動的な事業展開を図る。
- 1987年（昭和62年）4月 - 国鉄分割民営化、JR北海道発足による合理化策の推進により駅弁事業が影響を受ける。これを機に新商品（駅弁）の開発を積極的に行い、北海道ならではの駅弁メニューを開発する。
- 2000年（平成12年）3月 - 特急「スーパー宗谷」での車内販売の弁当が乗客の評判を取る。
- 2009年（平成21年）3月 - 代表が廃業を決意[20]。
- 2009年（平成21年）6月30日 - 廃業[3]。営業最終日にはNHKとSTV（日本テレビ系列）が取材し、それぞれ翌7月1日にローカル放送され、さらにNHKでは同年7月9日に『お元気ですか 日本列島』で全国放送される[2]。

## 跡地
角舘商会の建物は現存しており、2015年現在は社会福祉法人事務所や就労支援事業所が入居している。当社最後の社長も会長を務めていた。